# حمق سليم ( مسرحية)
حمق سليم مسرحية جزائرية عرضت عام 1972م من تأليف عبد القادر علولة.

## الملخص
تدين هذه المسرحية الجهاز الإداري البيروقراطي، بوصفه جهازا يقضي على إنسانية الفرد حيث يمارس عليه قمعاً شديداً، فيصبح الجنون هو المخرج الوحيد من هذا الوضع، يجسد هذا الجنون “سليم” الموظف البسيط الذي يقع في حب “رجاء” ابنة المدير، وعندما يعلم بأنها مقبلة على الزواج من شخص له مركز اجتماعي عال، يتخيل نفسه ملكاً لمملكة بيروقراطية، فيحاول منعها من الزواج بهذا الشخص.

## طاقم الفني
- المؤلف : عبد القادر علولة عن نص “يومية مجنون” لـ “قوقول”
- اقتباس : عبد القادر علولة
- المخرج : عبد القادر علولة
- سينوغرافيا : بوخاري زروقي